# Melanterius maestus
Melanterius maestus – gatunek chrząszcza z rodziny ryjkowcowatych i podrodziny Molytinae.
Gatunek ten opisany został w 1913 roku przez Arthura Millsa Lea.
Chrząszcz o ciele długości od 3,5 do 3,75 mm, ubarwionym czarno (u samicy jaśniej) z rudymi: ryjkiem, czułkami, odnóżami oraz wierzchołkami przedplecza i pokryw. Głowa z dość długim i cienkim, wyposażonym w żeberko środkowe ryjkiem oraz z rozsuniętymi o szerokość nasady ryjka oczami. Trzonek czułka tak długi jak funiculus, osadzony w ⅓ długości ryjka, licząc od wierzchołka. Na dość silnie poprzecznym przedpleczu gęste punktowanie. Pokrywy podługowato-sercowate w obrysie, o umiarkowanie zaokrąglonych bokach. W wąskich i głębokich rzędach pokryw leżą wyraźne punkty. Międzyrzędy są żeberkowato wyniesione w części środkowej; każdy z nich ma po każdej stronie rządek szczecinek. Szczecinki porastają także przedplecze, spód ciała i odnóża. Ząbki na udach umiarkowanie rozwinięte. Od bardzo podobnego M. acaciae odróżnić go można po nieżeberkowatych w nasadowej ⅓ międzyrzędach drugim i trzecim.
Ryjkowiec australijski, znany z Queensland.